# Саркисян, Владимир Саркисович
Влади́мир Сарки́сович Саркися́н (арм. Վլադիմիր Սարգսի Սարգսյան), (25 июня 1935, Джульфа́, Нахичеванская АССР — 3 января 2013 — Ереван, Армения) — советский, армянский учёный в области механики. Являлся членом Национальной академии наук Республики Армения (1996, член-корреспондент с 1986), доктор физико-математических наук, профессор.
Основные научные достижения профессора Владимира Саркисяна, получившие высокую оценку научной общественности, представлены 7 монографиями («Некоторые задачи математической теории упругости анизотропного тела», «Контактные задачи для полуплоскостей и полос с упругими накладками» и другие), около 320 научными статьями. Автор 12 учебных пособий и учебников («Руководство к решению задач по теоретической механике», «Пособие по математике», «Вопросы элементарной математики», «Механика сплошной среды», «Приближенные методы решения задач механики сплошной среды» и другие).

## Биография
- 1935 — Родился 25 июня в городе Джульфа Нахичеванской АССР.
- 1952 — Окончил Ереванскую среднюю школу № 17.
- 1952—1957 — Учился на отделении механики физико-математического факультета Ереванского государственного университета (ЕГУ).
- 1957—1959 — Ассистент кафедры механики ЕГУ.
- 1959—1962 — Аспирант ЕГУ.
- 1961—1963 — Старший преподаватель каф. высш. математики ЕГУ.
- 1961—1966 — Внештатный науч. сотрудник Института математики и механики АН Армянской ССР.
- 1962 — Кандидат физико-математических наук.
- 1963—1965, 1967—1973 — Доцент кафедры теории упругости и пластичности.
- 1965—1967 — Старший научный сотрудник НИС ЕГУ.
- 1968—1970 — Заведующий лабораторией вычислительных методов ЦНИЛСУ (Центральная научно-исследовательская лаборатория систем управления).
- 1969—1978 — Заведующий подготовительным отделением ЕГУ.
- 1972 — Доктор физико-математических наук.
- 1973 — Профессор кафедры теории упругости и пластичности.
- 1976—1980 — Заместитель председателя специального совета по присуждению учёной степени кандидата физикоматематических наук по специальности «Механика деформируемого твёрдого тела».
- 1978—2003 — Заведующий кафедрой механики сплошной среды ЕГУ.
- 1980—2007 — Председатель специального совета по присуждению учёной степени кандидата физикоматематических наук по специальности «Механика деформируемого твёрдого тела».
- 1986 — Член-корреспондент АН Армянской ССР.
- 1988—1990 — Декан факультета механики ЕГУ.
- 1990—1992 — Проректор ЕГУ по научной части.
- 1993—1994 — Член Президиума Национальной академии наук Республики Армения, исполняющий обязанности академика-секретаря отделения математических и технических наук.
- 1994 — Заместитель председателя Проблемного Совета Института математики и механики Национальной академии наук Республики Армения.
- 1996 — Академик Национальной академии наук Республики Армения.
- 1996—2007 — Декан факультета механики ЕГУ.
- 2007 — Почётный заведующий кафедрой механики ЕГУ.
- 2013 — Скончался 3 января в Ереване.

## Членство в научных организациях
- 1980 — Почётный член Общества механиков АН Словакии.
- 1982—1991 — Главный редактор межвузового журнала «Механика», член редколлегии научных журналов «Учёные записки ЕГУ» и «Механика» НАН РА.
- 1985 — Член Национального общества теории и прикладной механики СССР.
- 1985 — Член Международного общества сотрудничества механики и математики.
- 1986 — Член научного совета Общества науки и техники СССР «Конструктивная прочность и разрушения».
- 1986 — Председатель Научной методологической комиссии механики Закавказского региона.
- 1989 — Член Президиума методического совета теоретической механики МинВУЗ СССР и председатель Закавказского региона.
- 1993 — Член Национального общества теоретической и прикладной механики РАН.
- 1993 — Член корреспондент Международной Академии «Арарат» Париж.
- 1994 — Член Инженерной академии Республики Армения.
- 1994 — Председатель Национального комитета теоретической и прикладной механики Республики Армения.
- 1994 — Эксперт Международной ассоциации сотрудничества с учеными СНГ (INTAS, Бельгия).
- 1995 — Член Международного общества структурной и мультидисциплинарной оптимизации.
- 1998 — Член Европейского общества механиков.
- 1998 — Член-учредитель Академии технических наук Словакии.
- 1998 — Иностранный член редколлегий журналов по механике и математике (Украина, Египет).

## Награды
- 4.12.1981 — Заслуженный деятель науки Армянской ССР[2].
- 1985 — Золотая медаль Братиславского университета «Ян Коменский».
- 1988 — Медаль Братиславского университета.
- 1992 — Медаль университета Мансуры (Египет).
- 1999 — Медаль Анании Ширакаци.
- 2000 — Памятная медаль «Московский государственный университет — 250».
- 2005 — Памятная золотая медаль ЕГУ.
- 2005 — Грамота за достижения Президиума Национальной академии наук Республики Армения.
- 2009 — Памятная медаль премьер-министра Республики Армения.